# والنتین کلتسکوی
والنتین کلتسکوی (انگلیسی: Valentyn Kletskoy؛ زادهٔ ۱۱ ژانویهٔ ۱۹۸۵) ورزشکار روئینگ اهل اوکراین است.وی همچنین از قایقرانان روئینگ بازی‌های المپیک تابستانی ۲۰۱۲ بوده است.